# Rachetă balistică

Secvenţele de lansare ale unei rachete balistice Minuteman-III MIRV :
1. Lansarea rachetei din siloz prin aprinderea primei trepte a motorului rachetei (A).
2. La aproximativ 60 secunde după lansare prima treaptă se desprinde și pornește motorul celei de a doua trepte (B). Este aruncat învelișul (E) al rachetei.
3. La aproximativ 120 secunde după lansare, se pornește motorul celei de a treia trepte (C) și se separă de treapta a doua.
4. La aproximativ 180 secunde după lansare, tracțiunea celei de a treia trepte se termină și treapta post-tracțiune (D) se aprinde.
5. Treapta post-tracțiune se manevrează pe ea însăși și pregătește racheta pentru reintrare în atmosferă.
6. Vehiculul de reintrare în atmosferă ca și țintele false sunt lansate reîntoarcerii în atmosferă.
7. Vehiculul de reintrare în atmosferă reintră în atmosferă la mare viteză și se armează în zbor.
8. Se inițiază focosul nuclear pentru explozie aeriană sau la sol.

O rachetă balistică este o rachetă care urmează o traiectorie balistică suborbitală, având obiectivul să livreze la o țintă predeterminată unul sau mai multe focoase. În mod caracteristic motorul rachetei funcționează în prima fază a zborului, după care racheta se înscrie pe o traiectorie parabolică și cade pe sol. Unele rachete moderne (MIRV) pot face manevre și pe traiectoria de întoarcere, având mai multe focoase, altele pot face manevre de reglare, și unele pot devia din fața antirachetelor trimise împotriva lor.

## Istoric
Prima rachetă balistică a fost A-4,  cunoscut publicului ca racheta V-2, dezvoltată de Germania nazistă între anii 1930 și 1940 sub coordonarea lui Wernher von Braun.   
Prima lansare cu succes a fost la 3 octombrie 1942 și a devenit operabilă în 1944 când a fost lansat împotriva Parisului, după care la două zile a fost lansată o altă rachetă împotriva Londrei. Până la sfârșitul războiului, mai 1945, au fost lansate peste 3000 rachete V-2.

## Categorii ale rachetelor balistice

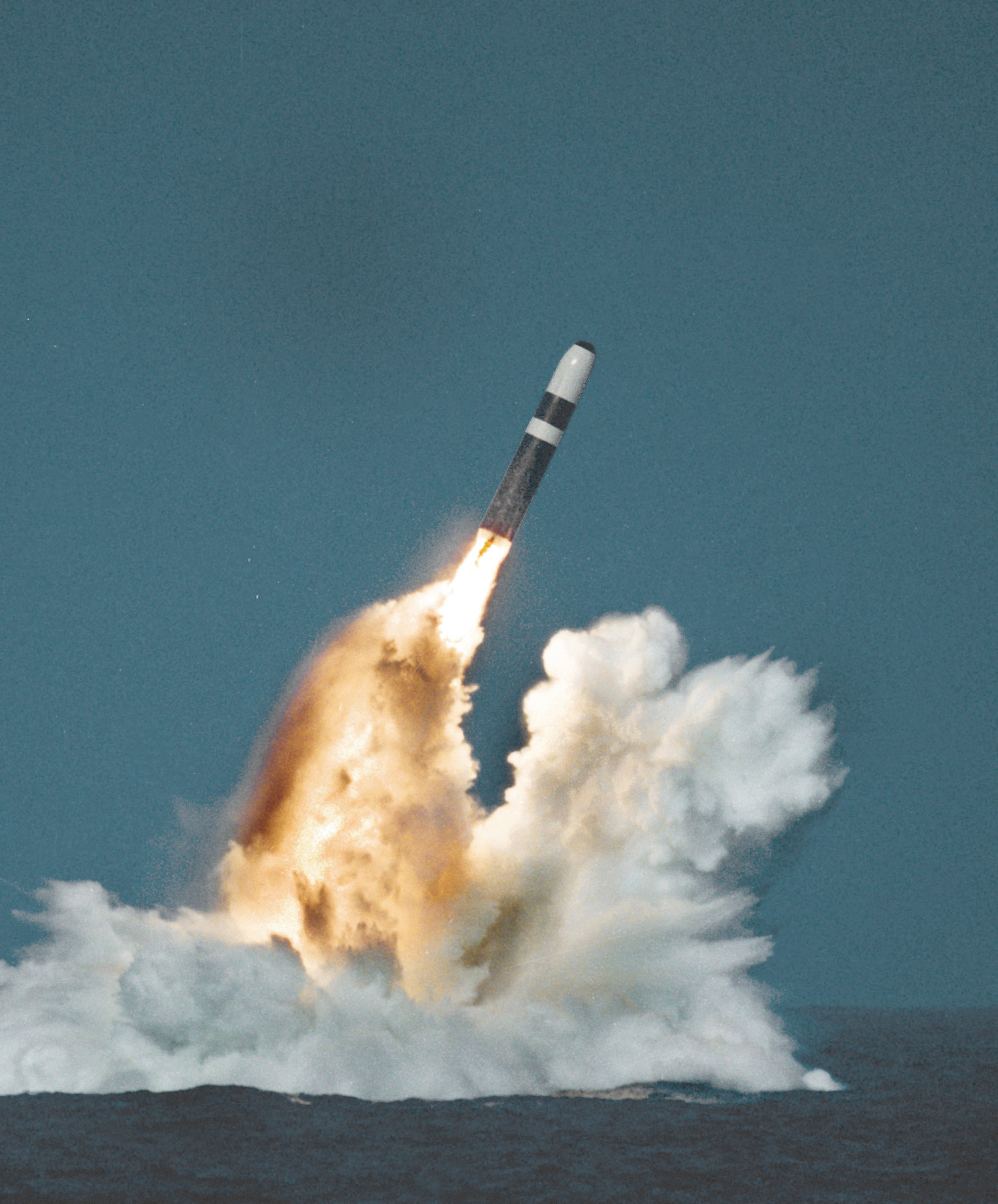
Rachetă Trident II lansată de pe un submarin

- Rachete balistice tactice cu o rază de 50–110 km, de obicei cu combustibil solid și necoordonat. Poate avea încărcătură clasică sau nucleară.
- Rachete balistice cu rază mică de acțiune (SRBM – Short Range Ballistic Missile) cu rază de sub 1000 km.
- Rachete balistice cu rază medie de acțiune (MRBM – Medium Range Ballistic Missile) cu rază de 1000–5500 km.
- Rachete balistice intercontinentale (ICBM – InterContinental Ballistic Missile) cu rază de 5.500–12.000 km.
- Rachete balistice lansate de pe submarine.